# اسکوریال (کاخ سلطنتی)
اسکوریال با نام کامل صومعه و محوطه اسکوریال در مادرید (اسپانیایی: Monasterio y Sitio de El Escorial en Madrid‎) یکی از کاخ‌های سلطنتی پادشاهان اسپانیا می‌باشد. در شهر سن لورنزو دی ال اسکوریول، حدود ۴۵ کیلومتری شمال پایتخت یعنی شهر مادرید در اسپانیا واقع شده است.
ساخت کاخ اسکوریال در سال ۱۵۶۳ آغاز و در سال ۱۵۸۴ به پایان رسید. تزینات داخلی این قصر مورد توجه بسیاری از هنرمندان در دوره رنسانس و باروک در این کاخ موجود است. در حال حاضر این مجموعه به عنوان موزه مورد استفاده قرار می‌گیرد. این موزه در ۴۵ کیومتری شمال غرب مادرید قرار گرفته است. این کاخ محل استقرار پادشاهان اسپانیا در فصل گرم سال بوده است. اسکوریال به دستور پادشاه فیلیپه دوم در مادرید ساخته شد و در سال ۱۹۸۴ در فهرست میراث جهانی یونسکو به ثبت رسیده است. این کاخ توسط معمار خوان باتیسا د تلدو و دستیارش خوان داررا طراحی شده است. اسکوریال بر روی دامنه ای به نام گرونه گوادارا ما سیرا واقع شده است.